# Rinaldo Capello
Rinaldo Capello, detto Dindo (Asti, 17 giugno 1964), è un pilota automobilistico italiano specializzato nelle corse di durata, come la 24 Ore di Le Mans, il campionato American Le Mans Series e il campionato Le Mans Series.
Ha vinto tre volte la prestigiosa corsa di durata di Le Mans: nel 2003 su Bentley Speed 8, nel 2004 su Audi R8 Sport e nel 2008 su Audi R10; inoltre è giunto 6 volte a podio: secondo nel 2001, 2002 e 2012 e terzo nel 2000, 2006 e 2009, sempre su Audi.

## Biografia
Cominciò la sua carriera nel 1976 sui kart. Nel 1983 corre nel campionato Formula Fiat Abarth e successivamente nell'Italiano F.3. Vince il Campionato Italiano Turismo nel 1990 su Volkswagen Golf GTI 16V, una prestazione seguita nel 1996 dalla conquista del titolo Superturismo al volante della Audi A4.
Comincia la sua carriera di pilota di gare endurance nel 1997 con una vittoria alle 6 Ore di Vallelunga. Nel 1998 partecipa per la prima volta alla 24 Ore di Le Mans, pilotando una McLaren F1 GTR del Team GTC. Il suo palmarès annovera diverse vittorie nell'American Le Mans Series, campionato che vince nel 2006 su Audi R10. Con questa vettura è stato a lungo in testa nell'edizione 2007 della Le Mans, ma poi è stato costretto a ritirarsi per una clamorosa uscita di pista, causata dal distacco di una ruota mal avvitata. Nel 2008 ha vinto di nuovo a Le Mans, pilotando l'Audi R10. Nel 2009 ha vinto la 12 Ore di Sebring con la debuttante Audi R15; con la stessa vettura è poi arrivato terzo a Le Mans.

## Risultati nella 24 Ore di Le Mans
| Stagione | Risultato | Team                                 | Vettura                 | Classe |
| -------- | --------- | ------------------------------------ | ----------------------- | ------ |
| 1998     | Rit       | Gulf Team Davidoff / GTC Competition | McLaren F1 GTR          | GT1    |
| 1999     | 4         | Audi Sport Team Joest                | Audi R8R                | LMP    |
| 2000     | 3         | Audi Sport Team Joest                | Audi R8                 | LMP900 |
| 2001     | 2         | Audi Sport North America             | Audi R8                 | LMP900 |
| 2002     | 2         | Audi Sport North America             | Audi R8                 | LMP900 |
| 2003     | 1         | Team Bentley                         | Bentley Speed 8         | LM-GTP |
| 2004     | 1         | Audi Sport Japan Team Goh            | Audi R8                 | LMP1   |
| 2006     | 3         | Audi Sport Team Joest                | Audi R10 TDI            | LMP1   |
| 2007     | Rit       | Audi Sport North America             | Audi R10 TDI            | LMP1   |
| 2008     | 1         | Audi Sport North America             | Audi R10 TDI            | LMP1   |
| 2009     | 3         | Audi Sport Team Joest                | Audi R15 TDI            | LMP1   |
| 2010     | 3         | Audi Sport Team Joest                | Audi R15 TDI plus       | LMP1   |
| 2011     | Rit       | Audi Sport Team Joest                | Audi R18 TDI            | LMP1   |
| 2012     | 2         | Audi Sport Team Joest                | Audi R18 e-tron quattro | LMP1   |

## Palmarès
- 5 volte vincitore della 12 Ore di Sebring: 2001, 2002, 2006, 2009 e 2012.
- 5 volte vincitore della Petit Le Mans: 2000, 2002, 2006, 2007 2008.
- 3 volte vincitore della 24 Ore di Le Mans: 2003, 2004 e 2008.
- 2 volte vincitore dell'American Le Mans Series: campione piloti nel 2006 e 2007.
- 1 volta vincitore del Campionato italiano superturismo: 1996.